# Raoul de Saint-Omer
 (août 2025).
Raoul de Saint-Omer, ou Raoul de Tibériade, né vers 1159 et mort en 1219, est un noble du royaume de Jérusalem, qui en a été le sénéchal ainsi que brièvement prince de Galilée. Il est le troisième fils de Gautier de Saint-Omer et d'Echive de Bures, princesse de Galilée de suo jure.

## Biographie
Après la mort de son père en 1174, la principauté de Galilée revient à Raymond III de Tripoli suite au remariage de sa mère avec celui-ci. À la mort de Raymond en 1187, le frère aîné de Raoul, Hugues II devient le nouveau prince de Galilée.
En 1194, il est nommé sénéchal du royaume de Jérusalem, puis en 1197, à la suite de la mort du roi de Jérusalem Henri II de Champagne, son frère Hugues II essaie de lui faire épouser sa veuve Isabelle Ire de Jérusalem, mais ce mariage est rejeté par la Haute cour qui lui préfère Aimery II de Lusignan pour devenir le nouveau roi de Jérusalem.
En 1198, il est accusé par le roi Aimery d'une tentative de meurtre à son égard, mais malgré le soutien des barons, il est finalement exilé. Il est ainsi à Tripoli en 1198 et à Constantinople en 1204. Pendant cette période, il acquiert une grande réputation de juriste et édite le recueil « le Livre du Roi ». 
Son frère Hugues II meurt sans descendance en 1204 et Raoul lui succède dans ses titres et devient ainsi à son tour prince de Galilée et de Tibériade.
Il participe à la cinquième croisade en tant que sénéchal du royaume de Jérusalem, pendant laquelle il côtoie Philippe de Novare, et combat lors du siège de Damiette où il trouve probablement la mort en 1219.

## Mariage et enfants
Il épouse Agnès Granier, fille de Renaud Granier, comte de Sidon, et de son épouse Helvis d'Ibelin, avec qui il a deux filles :
- Echive de Saint-Omer, qui hérite de la principauté de Galilée et qui épouse Eudes de Montbéliard, connétable de Jérusalem et qui devient prince de Galilée de jure uxoris ;
- Helvis de Saint-Omer, qui épouse Pierre d'Avalon.